# Tibouchina kleinii
Tibouchina kleinii är en tvåhjärtbladig växtart som beskrevs av John Julius Wurdack. Tibouchina kleinii ingår i släktet Tibouchina och familjen Melastomataceae. Inga underarter finns listade i Catalogue of Life.